# Arcadia (New York)
Arcadia ist eine Town im Wayne County des Bundesstaates New York in den Vereinigten Staaten mit 13.731 Einwohnern bei der Volkszählung 2020.

## Geographie
Arcadia liegt im Norden des Bundesstaates New York, etwa 25 km südlich des Lake Ontario, etwa 40 km südsüdöstlich von Rochester und 75 km westlich von Syracuse. Die Landschaft ist weitgehend eben bis leicht hügelig; die höchste Erhebung ist der 136 Meter hohe Brantling Hill am Rande des unter Naturschutz stehenden Sumpfgebietes Zurich Bog.

### Umliegende Gebiete
| Marion  | Lyons   | Lyons  |
| Palmyra |         | Lyons  |
| Palmyra | Palmyra | Phelps |

## Geschichte
Über die Geschichte der Urbevölkerung des Landstrichs ist wegen fehlender schriftlicher Überlieferungen und Artefaktfunden nichts bekannt. Die ersten europäischen Siedler erreichten das Gebiet um 1800; die heutige Hauptsiedlung Newark entstand um 1805. Der Bau des Eriekanals ab 1817 führte zu einem Zustrom von Arbeitern entlang der Baustelle; im Bereich des heutigen Newark wurden drei Schleusen für den Kanal errichtet, so dass sich dort eine größere Arbeitersiedlung bildete: Lockville (etwa: Schleusendorf). Bis 1825 lebten bereits etwa 2500 Siedler im Bereich des heutigen Arcadia, so dass das Gebiet am 15. Februar 1825 von der zuvor zuständigen Town Lyons abgetrennt wurde und seither als eigenständige Town existiert.
In der Folge entwickelte sich die Gegend in erster Linie landwirtschaftlich weiter; die Lage am Eriekanal ließ die beiden Siedlungen Newark und Lockville so weit wachsen, dass sie 1853 zu einer einzigen Siedlung zusammengeschlossen wurden; auch das Dorf Arcadia, das der Town den Namen gab, wurde eingemeindet. Um 1870 gab es auch ein Fabrik für Handschuhe und eine für die Verpackung von Dosenfrüchten.
Um 1900 entstanden im Zuge der Motorisierung einige kleine Auto- und Karossenhersteller in Newark, die sich aber alle nur kurz halten konnten. Die bekannteste war wohl die Mora Motor Car Company, die von 1906 bis 1911 produzierte.
Im 21. Jahrhundert ist die Town weiterhin weitgehend ländlich geprägt; die einzige größere Siedlung ist Newark, in der knapp drei Viertel der Bevölkerung leben (Stand: 2020). Mit einigen Industrieansiedlungen (Fold-Pak Corporation, Hallagan Manufacturing, IEC Electronics, UltraLife Batteries) gelten aber Arcadia und besonders Newark als das Industriezentrum Wayne Counties.

### Einwohnerentwicklung
| Jahr      | 1800   | 1810   | 1820   | 1830   | 1840   | 1850   | 1860   | 1870   | 1880   | 1890   |
| --------- | ------ | ------ | ------ | ------ | ------ | ------ | ------ | ------ | ------ | ------ |
| Einwohner | -      | -      | -      | 3774   | 4980   | 5145   | 5319   | 5271   | 5702   | 6310   |
| Jahr      | 1900   | 1910   | 1920   | 1930   | 1940   | 1950   | 1960   | 1970   | 1980   | 1990   |
| Einwohner | 7046   | 8672   | 9266   | 10.051 | 12.108 | 12.816 | 15.836 | 15.245 | 14.697 | 14.855 |
| Jahr      | 2000   | 2010   | 2020   | 2030   | 2040   | 2050   | 2060   | 2070   | 2080   | 2090   |
| Einwohner | 14.889 | 14.244 | 13.731 |        |        |        |        |        |        |        |